# Lot 8714: ostatni start
Lot 8714: ostatni start (hiszp. Vuelo IL 8714) – hiszpański film katastroficzny z 2010 roku w reżyserii Norberta Lópeza Amado. Wyprodukowana przez Mecanismo Films i Media Gameworks.
Premiera filmu miała miejsce 1 września 2010 roku w Hiszpanii.

## Opis fabuły
Akcja filmu rozgrywa się w Hiszpanii. Tuż przed wylotem jeden z czujników zamieszczonych w kokpicie samolotu sygnalizuje awarię. Maszyna zostaje sprawdzona. Choć piloci nie są w pełni usatysfakcjonowani przeprowadzoną kontrolą, ulegają presji i podejmują decyzję o starcie. Wkrótce dochodzi do tragedii.

## Obsada
Źródło: Filmweb
- Carmelo Gómez jako Javier Torres
- Emma Suárez jako Olga
- Fernando Cayo jako Martín
- Asier Etxeandia jako Emilio
- Marian Álvarez jako Victoria Huarte
- Luis Callejo jako Sebas
- Alejandro Furth jako Gerard
- Megan Montaner jako Rocío

i inni.